# Aftab Ahmad Sherpao
Aftab Ahmad Khan Sherpao (en ourdou : آفتاب احمد خان شیر پائو) né le 20 août 1944 à Peshawar est un homme politique pakistanais. Il a fondé et dirige le Parti Qaumi Watan.
Ancien membre du Parti du peuple pakistanais et proche de Zulfikar Ali Bhutto, il occupe de le poste de ministre en chef de Khyber Pakhtunkhwa de 1994 à 1996, lors du second mandat de Premier ministre de Benazir Bhutto. En 2002, il fait scission en formant le Parti du peuple pakistanais (Sherpao) qui réalise une performance notable dans la province de Khyber Pakhtunkhwa. Il devient ensuite ministre de l'Intérieur de 2004 à 2007, durant la présidence de Pervez Musharraf. En 2012, il réforme son parti et le renomme et Parti Qaumi Watan, lui donnant une orientation pro-Pachtounes

## Biographie

### Jeunesse et éducation
Aftab Ahmad Khan Sherpao est né le 20 août 1944 à Peshawar, alors situé en Inde britannique, d'une famille pachtoune. Il a étudié au Edwardes College de Peshawar puis à l'Académie militaire du Pakistan à Abbottabad afin d’entamer une carrière militaire. 

### Carrière politique

#### Membre du PPP

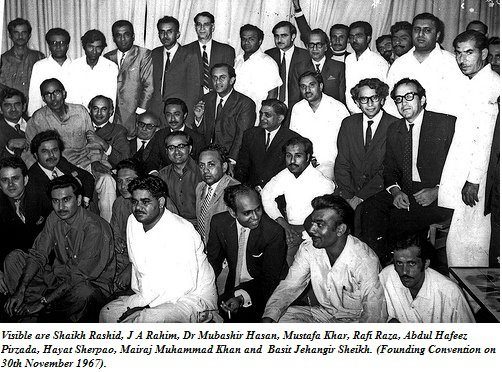
Convention de fondation du PPP où est présent son père Hayat Sherpao, en 1967.

Il a été major dans l'armée pakistanaise. Après l'assassinat de son frère aîné, Hayat Muhammad Khan Sherpao, dans une explosion en 1975, Aftab Ahmad Khan Sherpao est entré dans l'arène politique. Le premier ministre d'alors, Zulfikar Ali Bhutto, lui a demandé de prendre une retraite anticipée de sa carrière militaire et l'a désigné vice-président provincial du Parti du peuple pakistanais (PPP).
Après la mort de son mentor politique Zulfikar Ali Bhutto, il appuie sans réserve sa fille Benazir Bhutto et de son combat contre la dictature militaire du général Zia-ul-Haq. Il était une figure politique clé du Mouvement pour la restauration de la démocratie (MRD). Lors des élections pour l'Assemblée provinciale en 1988, il a orchestré la chute de la Ligue musulmane du Pakistan (PML) appuyée par l'establishment, et est devenu le ministre en chef de la province.
Il a pris une ligne hypernationaliste pour apaiser les forces nationalistes, hostiles à son parti, et a ainsi élargi sa base politique dans le fief des nationalistes. Il a été élu le ministre en chef de la Province de la Frontière-du-Nord-Ouest en 1994. Toutefois, pendant les années 1990, il a développé de sérieuses divergences avec Benazir Bhutto à cause d'un différend avec le major général Naseerullah Babar. Ces divergences ont conduit à la formation de sa propre faction du parti appelée Parti du peuple pakistanais (Sherpao).

#### Fondation de son propre parti
Il a fui le Pakistan vers la Grande-Bretagne lorsque les militaires sont arrivés au pouvoir à cause d'accusations de corruption. Il est retourné avant les élections législatives de 2002 et après avoir conclu une alliance électorale avec des partis religieux, il a été élu à la fois aux assemblées provinciales et nationale. 
Durant les élections législatives de 2008, il a été réélu député de l'Assemblée nationale dans la deuxième circonscription de Charsadda, le seul de son parti. Il remporte le scrutin justesse et alors qu'aucun candidat du PPP ne s'était présenté dans la circonscription. Il a réuni 39,2 % des voix face à quatre autres candidats, son principal rival étant un candidat du parti national Awami qui a obtenu 38,4 % des voix.
En 2012, Sherpao refonde son parti un an avant les élections générales et alors qu'il bénéficie de nouvelles adhésions, notamment venant d'ancien membre du Parti national Awami. Il change son nom pour Qaumi Watan, adopte un nouveau drapeau et un nouveau programme politique, orientant sa ligne politique clairement en faveur du droit des Pachtounes, minorité ethnique fortement présente dans la province de Khyber Pakhtunkhwa notamment.
À la suite des élections législatives de 2013, Sherpao est de nouveau le seul élu fédéral de son parti, obtenant 28 % des voix contre 26 % pour son principal rival du Mouvement du Pakistan pour la justice. En revanche, il remporte dix sièges à l'Assemblée provinciale de Khyber Pakhtunkhwa durant ces élections de mai 2013 puis forme un bref gouvernement local de coalition avec le Mouvement du Pakistan pour la justice avant d'éclater rapidement quand ce dernier parti accuse le Qaumi Watan de corruption et alors que des différends politiques étaient apparus entre les deux partis,.
Alors que son parti n'obtient aucun élu, Sherpao perd son siège de député lors des élections législatives de 2018, n'obtenant que 21 % des voix dans sa circonscription de Charsadda.